# Masayuki Nagare
Masayuki Nagare (流 政之, Nagare Masayuki) est un artiste sculpteur japonais de monuments japonais du XXe siècle, né le 14 février 1923 dans la préfecture de Nagasaki et mort le 7 juillet 2018[réf. nécessaire].

## Biographie

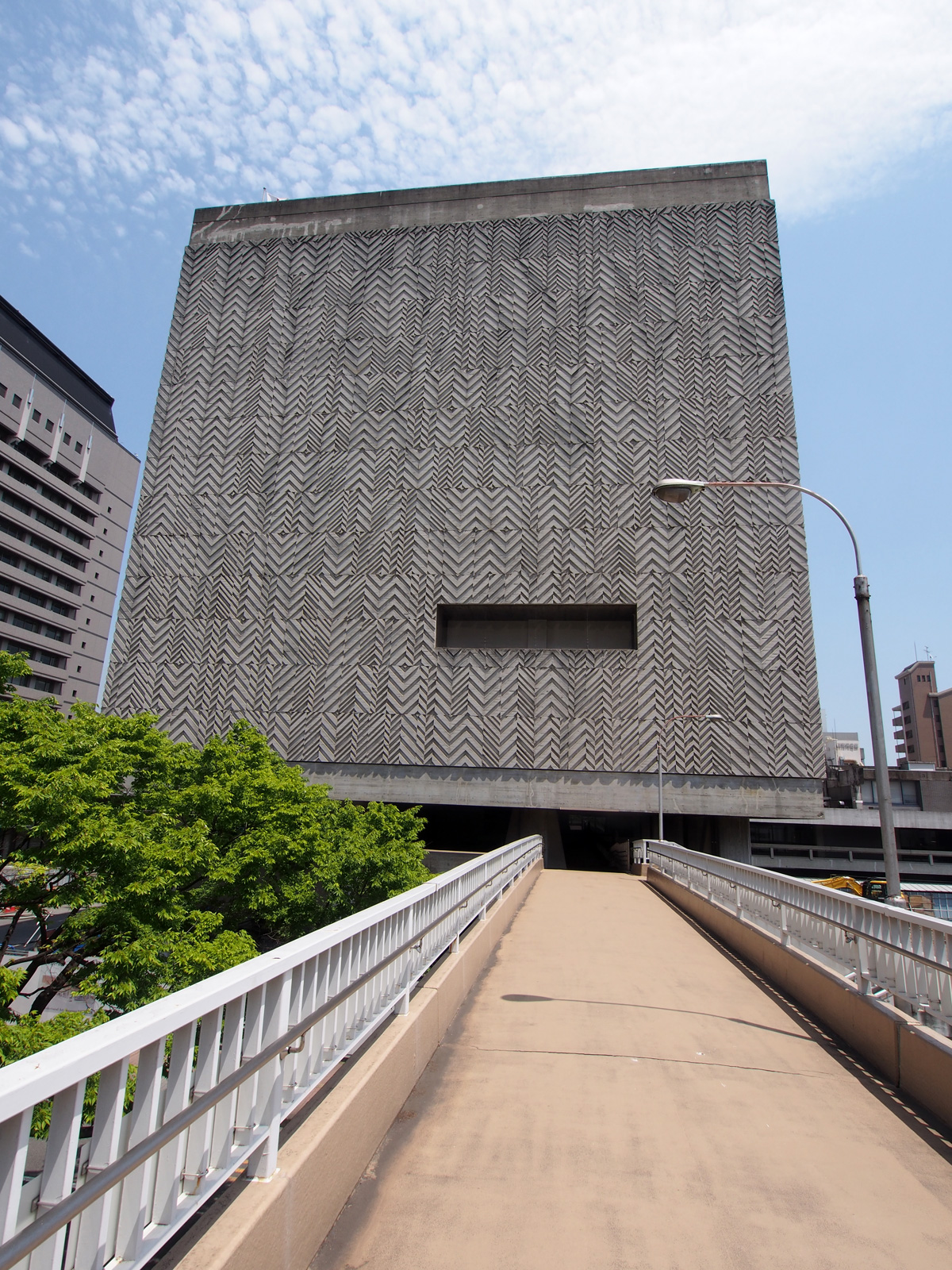
Façade de l'hôtel de ville d'Oita (préfecture d'Oita) en 2014.

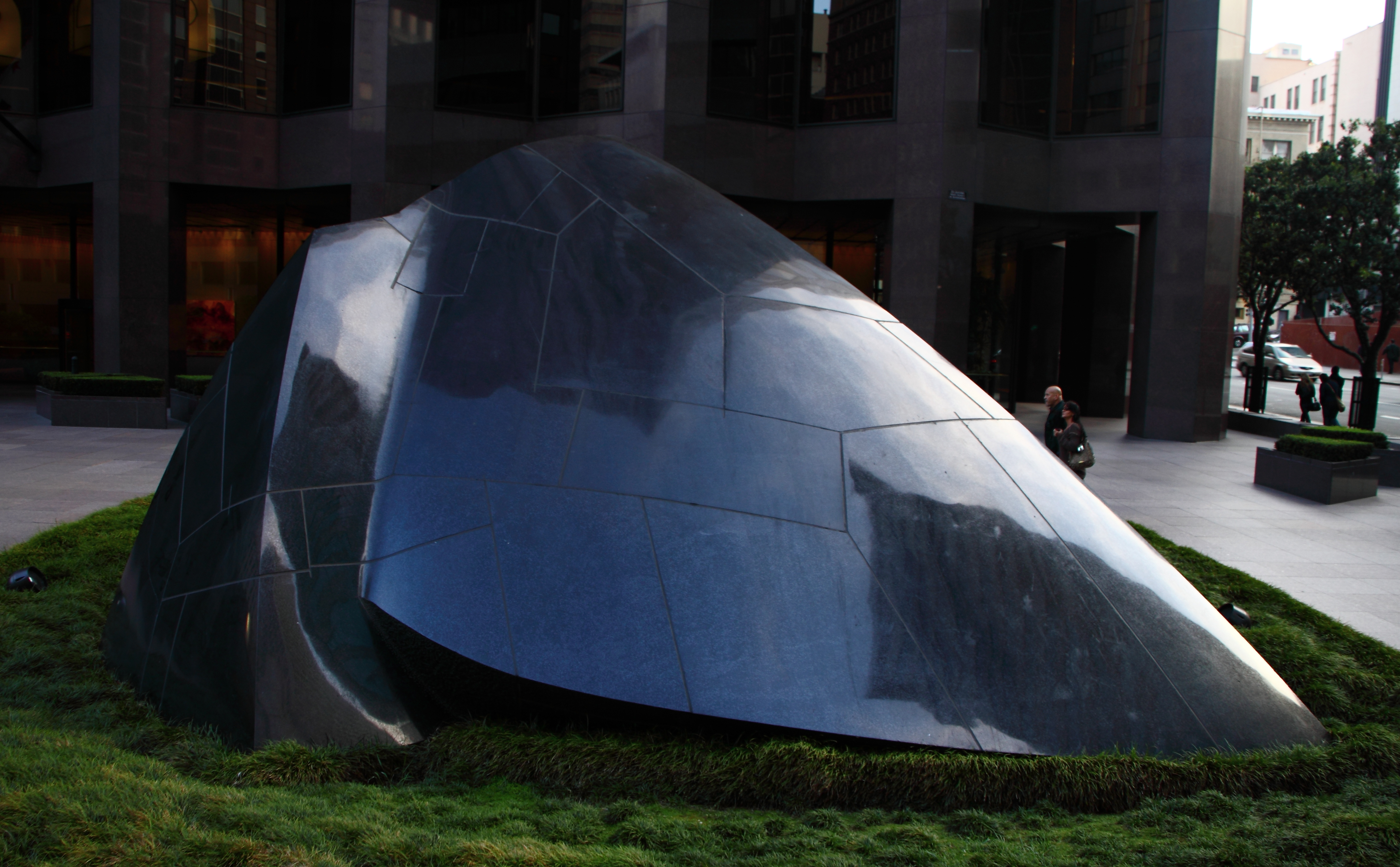
Sculpture Transcendence nommée localement Banker's Heart (Cœur de banquier) au 555 California Street à San Francisco.

Masayuki Nagare commence ses études sous les auspices d'un temple zen de Kyoto, puis fréquente les cours d'arts appliqués traditionnels du Japon à l'Université de Ritsumeikan et devient l'élève d'un fabricant d'épées.

Il participe à des expositions collectives: en 1955 à Tokyo ; en 1965 Jeunes Peintures et Sculptures japonaises au Museum of Modern Art de New York. Il montre ses œuvres dans des expositions personnelles: en 1967 au Museum of Art de San Francisco; en 1968 au Art Club de Chicago; en 1977 au Seibu Museum de Tokyo; en 1978 au Umeda Modern Museum d'Osaka. Il reçoit en 1974 le grand prix des arts du Japon.

Il réalise de nombreuses sculptures pour les lieux publics, au Japon et aux États-Unis, notamment à New York, San Francisco, Minneapolis.
1962- S’installe aux États-Unis.
1967- Cité par le magazine Time comme l’un des plus grands représentants de la culture moderne japonaise, aux côtés de Yukio Mishima, Yasunari Kawabata,   
Kenzo Tange, Akira Kurosawa.
1974- Reçoit le Grand Prix des Arts du Japon.
1975- Réalise « Forteresse de nuages » pour le World Trade Center de New York. (Une sculpture de 250 tonnes, représentant 7 ans de travail. Elle échappe aux 
attentats mais démolie lorsque la zone fut rasée.
1983- Reçoit le prix Isoya-Yoshida, qui récompense des œuvres architecturales.
1988- Première exposition personnelle à la galerie Nichido de Ginza (Tokyo).
1995- Reçoit le prix paysager du département de Tottori pour Chapeaux de paille « sandogasa » face aux embruns.
2005- Réalise un format réduit de « Forteresse de nuages » (Forteresse de nuages Jr.) à l’occasion d’une rétrospective Nagare au musée d’Art moderne d’Hokkaidô.
Son père, Kojûrô Nakagawa, secrétaire particulier du ministre de l’Éducation du Japon, membre fondateur de l’université de Ritsumeikan, lui assure une éducation à « l’ancienne », formé aux arts martiaux traditionnels on lui inculque les valeurs morales du samouraï, il apprend auprès d’un maître-forgeron l’art de fabriquer et de polir des sabres, d’où son surnom de « samouraï Nagare ».
Pendant la Seconde Guerre mondiale il apprend à piloter les fameux chasseurs « Zéro »... À la défaite du Japon il rentre à Kyoto...employé dans une maison d’édition il croise aux hasards de rencontre : ingénieur en construction navale, écrivain, potiers avant-gardistes... Il y ouvre un centre culturel…Rejoint un mouvement de paysans réformateurs pour lesquels il fabrique des outils traditionnels… Organise une exposition à la mémoire des pilotes japonais et américains tombés pendant la Seconde Guerre mondiale où il présente ses sculptures en bois et métal soudé.
Sa première sculpture Jizô de Nagare lui fut inspirée par une femme tirant derrière elle son chariot contenant trois statuettes de Jizô (protecteur des enfants décédés), qu’elle allait ériger sur leur tombe. 
Cette œuvre marque le début d’une des marques de fabrique de Nagare, celle de la pierre à face éclatée.
En 1958 lors d’une exposition à Tokyo, le fondateur de la troupe de danse moderne du New York City Ballet, qui se produisait au Japon, tournée parrainée par Mme Rockefeller, lui propose de collaborer à la réalisation d’œuvres sur la danse.
C’est le début de sa carrière américaine…Mme Rockefeller lui achète cinq œuvres, dont « Recevoir » qui fut la première œuvre d’un artiste japonais vivant à entrer dans les collections permanentes du musée d’Art moderne de New York…Dans un même temps il vient régulièrement travailler dans les carrières d’Aji, sur l’île de Shikoku.
Il conçoit l’aménagement intérieur d’une des salles de concert du Centre Culturel de Tokyo, pour lequel il crée le « Paravent Vertical », œuvre de béton qui sépare la scène des coulisses, qui fut exposée au Carnegie Institute à New York.
Répondant à l’invitation de Mme Rockefeller en 1962, il s’installe à New York et commence à travailler à l’édification des murs de pierres Stone Crazy du Pavillon du Japon pour la Foire Internationale de New York de 1964 (œuvre de 600 tonnes).
Les musées, les collectionneurs privés américains et japonais lui achètent ses œuvres.

« Je suis un éternel vagabond, j’aime profondément la nature humaine, je veux continuer à rencontrer des femmes et des hommes formidables. »

## Musées
- Honolulu: (Acad. of Art):
  - Sakimori, daté 1989.
- New York  (Metropolitan Museum of Art):
  - Receiving, daté 1960.
- Ōhara Musée d'Art:
  - Darker side of love, daté 1990.
- Osaka (mun. Art Mus.):
  - Wind Castle, daté 1978.
- San Diego Musée d'Art:
  - Sans titre.
- San Francisco Mus. of Art:
  - Mind to mind daté 1965.